# ثقافة دنماركية

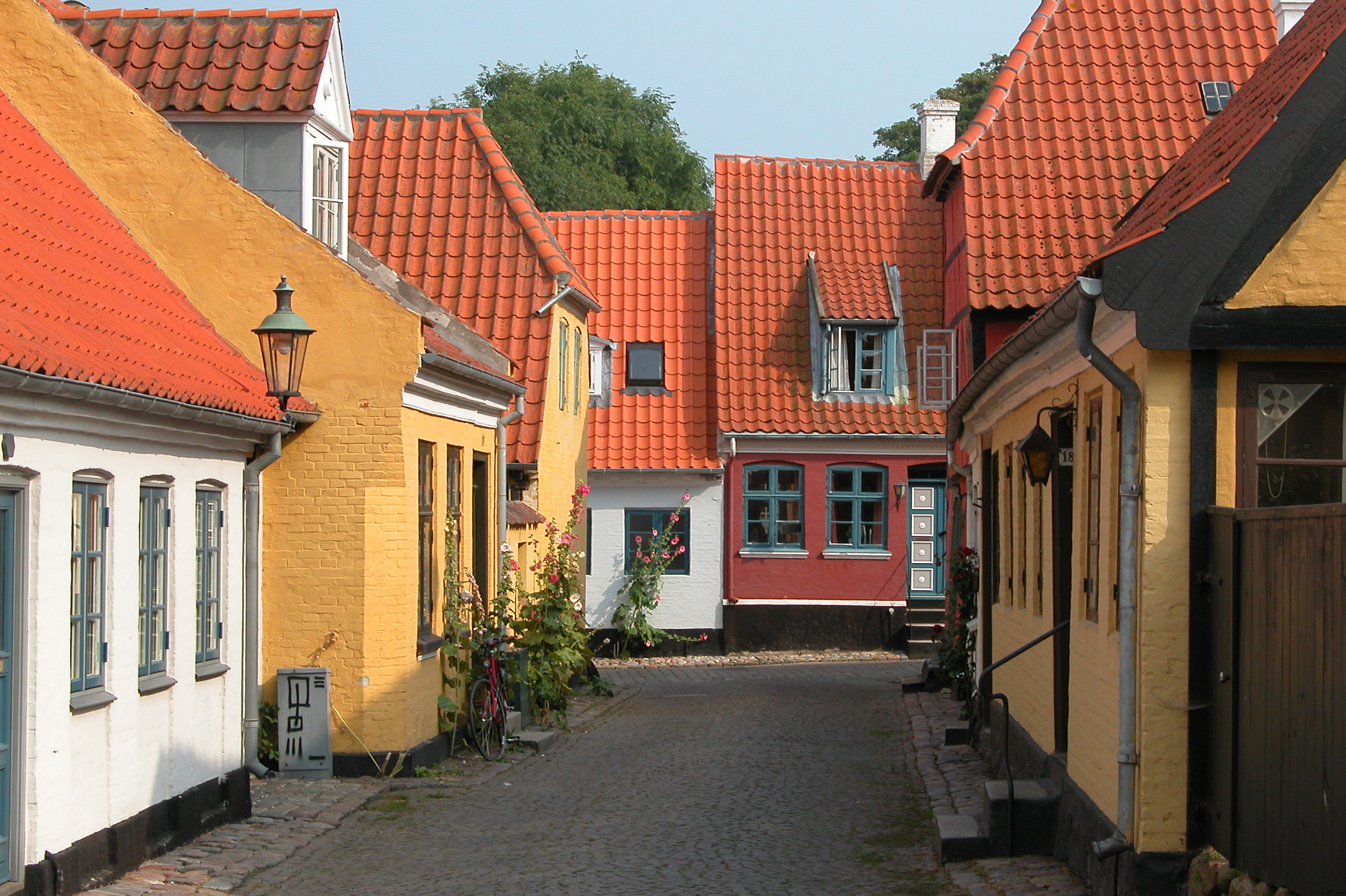
إيروسكوبينغ، قرية دنماركية تقليدية.

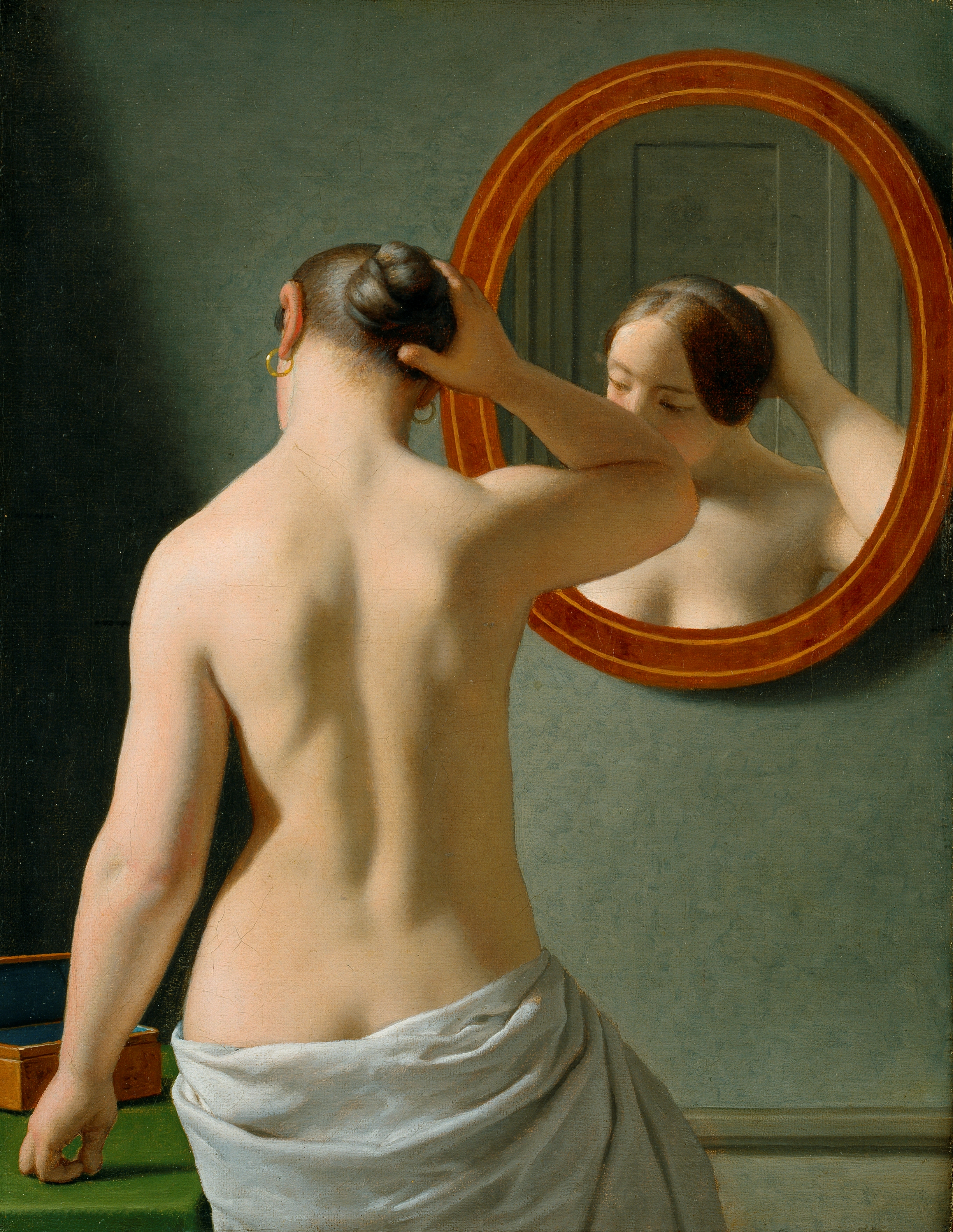
لوحة «امرأة عارية تصفف شعرها أمام المرآة»، (1841)، رسمها الرسام الدنماركي كريستفور ويلهام إكيرسبيرغ.

ثقافة الدنمارك أو الثقافة الدنماركية هي جميع العادات والتقاليد التي تتميَّز بها دولة الدنمارك وقد يستمتع سكان الدنمارك بها.
يشتهر هانس كريستيان أندرسن في الدنمارك وخارجها لحكاياته الخرافية، مثل ملابس الإمبراطور الجديدة وحورية البحر الصغيرة والبطة القبيحة. تشتهر أيضاً كارن بليكسن (تعرف أيضاً باسم إيزاك دينيسين) والحائز على جائزة نوبل في الأدب هنريك بونتوبيدان والحائز على جائزة نوبل في الفيزياء نيلس بور والكوميدي عازف البيانو فيكتور بورج والفيلسوف سورين كيركغور أيضاً من بين آخرين.
كوبنهاغن مقر للعديد من المواقع الشهيرة ومركز جذب سياحي، بما في ذلك حدائق تيفولي وقصر أمالينبورغ (منزل العائلة الملكية الدنماركية) وقصر كريستيانسبورج وكاتدرائية كوبنهاغن وقلعة روزنبورغ ودار الأوبرا وكنيسة فريدريك (كنيسة الرخام) ومتحف ثورفالدسنس وروندتارن ونيهافن وتمثال الحورية الصغيرة. صنفت كوبنهاغن كأفضل المدن ملاءمة للعيش في العالم من قبل مجلة مونوكل.
ثاني أكبر مدينة في الدنمارك هي آرهوس. آرهوس مدينة فايكنغ قديمة وإحدى أقدم مدن البلاد. تعد كاتدرائية المدينة أكبر كاتدرائية في الدنمارك وثاني أكبرها في أوروبا الشمالية.
تاريخياً، كانت الدانمرك شأنها شأن جيرانها الإسكندنافيين واحدة من أكثر الثقافات الاجتماعية التقدمية في العالم. على سبيل المثال، في عام 1969، كانت الدنمارك أول دولة تضفي الشرعية على المواد الإباحية. وفي عام 1989 سنت الدانمرك قانون الشراكة المسجلة، لتصبح أول دولة في العالم تمنح الزوجين من نفس الجنس تقريباً كامل حقوق ومسؤوليات الزواج التقليدي.

## السينما

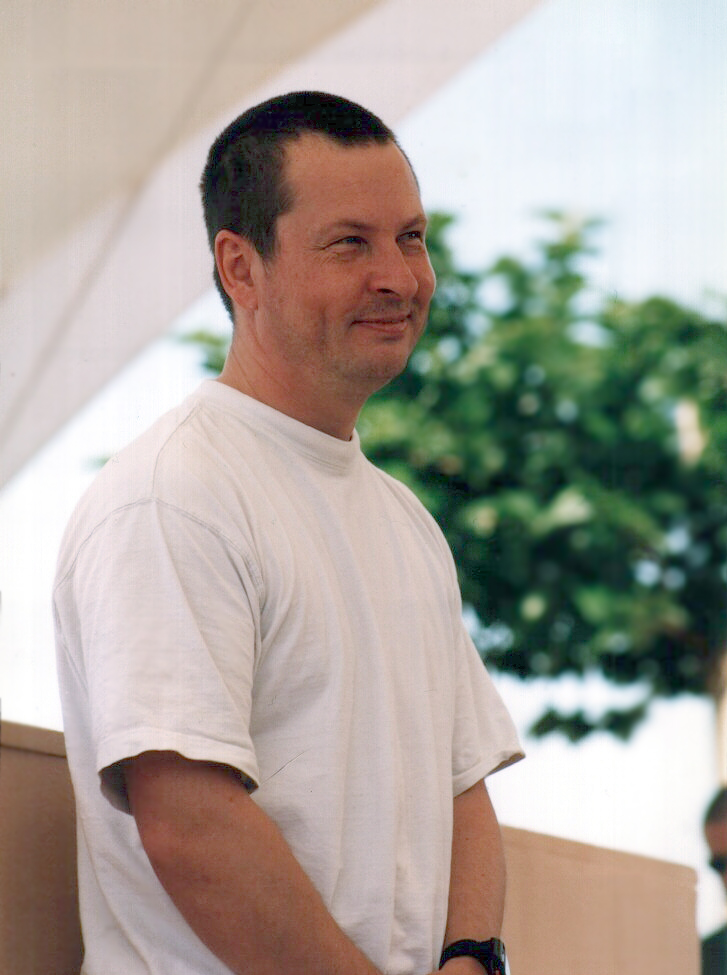
المخرج الدنماركي لارس فون ترايير.

كانت هناك ثلاث موجات كبيرة ذات أهمية دولية للسينما الدانماركية:
- الميلودراما المثيرة في عصر السينما الصامتة.
- تزايد الأفلام الجنسية الصريحة في الستينيات والسبعينات.
- حركة دوغمي 95 في أواخر التسعينات.

من بين مشاهير السينما الدانماركيين يمكن ملاحظة من يلي:
- كارل دراير (1889-1968) أحد أكثر المخرجين المشهود لهم في تاريخ السينما.
- إريك بولينغ المرشح للأوسكار عن فيلم أولسن - باندن (1968).
- غابرييل أكسل الفائز بجائزة الأوسكار عن بابيت فيست (1987).
- بيل أوغست الفائز بالأوسكار والسعفة الذهبية وغولدن غلوب عن بيل الفاتح (1987).
- لارس فون ترايير الذي رشح للأوسكار عن دانسر إن ذا دارك (2000) وهو مؤسس للدوغمي 95 وزينتروبا.
- مادس ميكلسن، ممثل دنماركي ذو شهرة عالمية، شارك في أفلام من أبرزها كازينو رويال، الفرسان الثلاثة، والفيلم الدنماركي الصيد.

من بين أنواع الأفلام ذات الشعبية المحلية هي الكوميديا الشعبية والتي نشأت في ثلاثينيات القرن الماضي واكتسبت هيمنة واسعة النطاق في الخمسينات وحتى السبعينات وعادة ما يسخر منها النقاد ويحبها الجمهور. من بين هذه الأفلام باركن مارغريت (1934) ودي روده هيسته (1950) وفار تل فاير (1953) وأولسن - باندن (1968).
منذ الثمانينات وصناعة الأفلام الدنماركية ذات أهمية في تغيير الحكومات. دربت المدرسة الوطنية للسينما في الدنمارك جيلاً جديداً من المخرجين الحائزين على جوائز. يدير معهد الأفلام الدنماركي أموال مشاريع الأفلام، لكن تركيزه على الأفلام التي تحقق تذاكرها مبيعات عالية محلياً تعرض لانتقادات لكونه ضيق الأفق وشعبي جداً وذلك لمخرجين يرغبون بالمنافسة الدولية.
في السنوات الأخيرة عانت السينما الدنماركية من أزمة الابتكار مما نجم عنه تراجع عدد الأفلام التي تصدرت شباك التذاكر، لكن الأفلام الدنماركية تستمر في الحصول على العديد من الجوائز في المهرجانات السينمائية الدولية الكبرى.

## الأدب

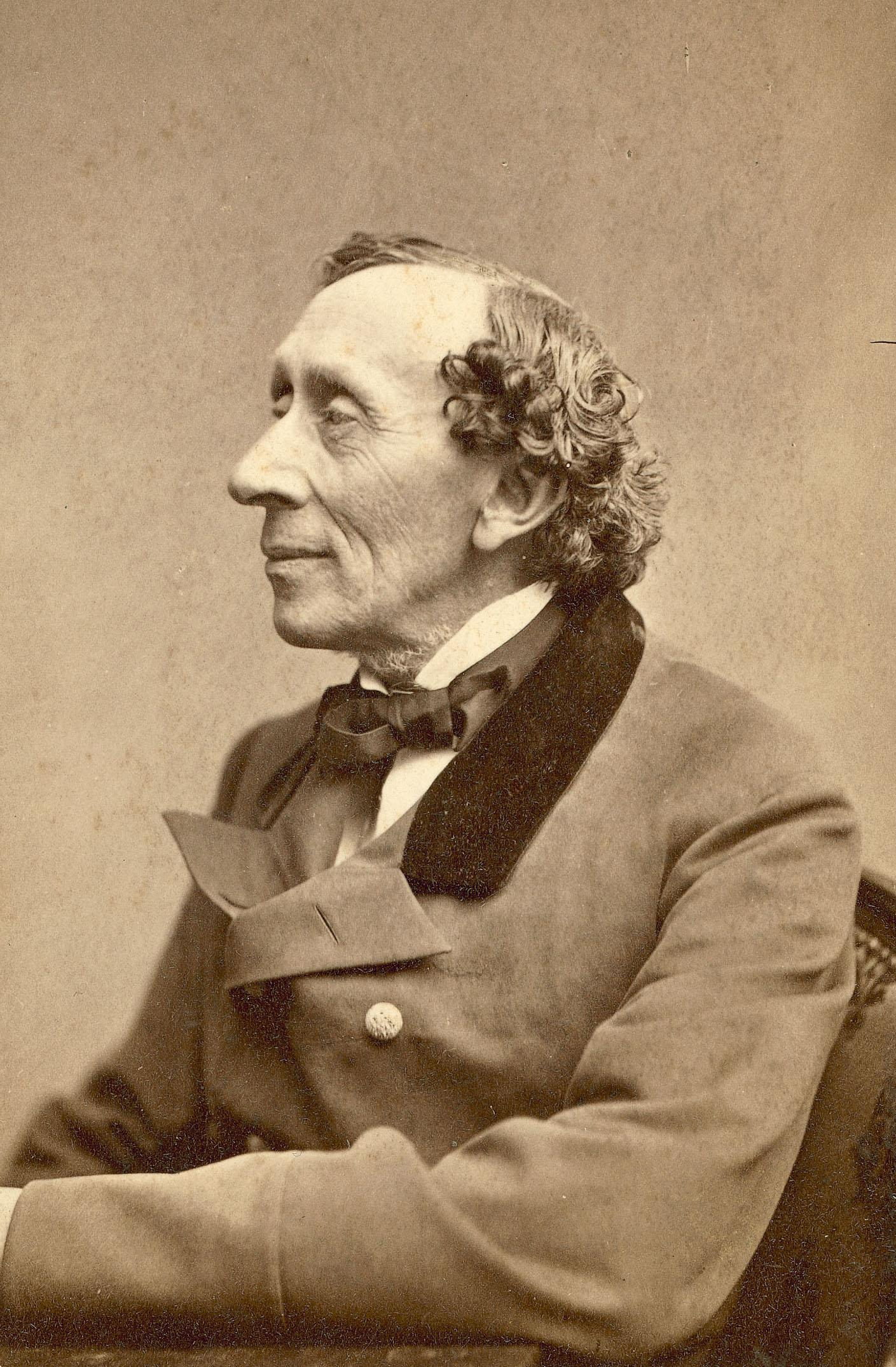
هانس كريستيان أندرسن.

أولى الأعمال الأدبية الدانمركية المعروفة هي الأساطير والقصص الشعبية من القرنين العاشر والحادي عشر. يعتبر ساكسو غراماتيكوس عادة أول كاتب دنماركي، حيث عمل لدى المطران أبسالون على قصة التاريخ الدنماركي (غيستا دانوروم). لا يعرف سوى القليل جداً عن الأدب الدانمركي في العصور الوسطى. مع عصر التنوير برز لودفيج هولدبيرغ والذي لا تزال مسرحياته الكوميدية تؤدى حتى الآن.
أثرت الرومانسية على الكاتب الشهير هانس كريستيان أندرسن المعروف بقصصه وحكاياته بينما تأثر الفيلسوف المعاصر سورين كيركغور إلى حد كبير بالوجودية. في أواخر القرن التاسع عشر كان ينظر إلى الأدب كوسيلة للتأثير على المجتمع. عرفت تلك الحركة بالاختراق الحديث، والتي تزعمها جيورج برانديس وهنريك بونتوبيدان (حصل على جائزة نوبل في الأدب) وينس ياكوبسن. في التاريخ الحديث، منح يوهانس فلهلم ينسن جائزة نوبل في الأدب. تشتهر كارين بليكسن برواياتها وقصصها القصيرة. من الكتاب الدنماركيين الآخرين ذوي الأهمية غروندفيغ وغوستاف فيد ووليام هينسين ومارتن أندرسن نكسو وهانس شيرفغ وتوم كريستنسن ودان توريل وتوف ديتلفسن واينغر كريستنسن وبيتر هويغ.

## الرياضة
أكثر الرياضات شعبية في الدنمارك هي كرة القدم. بينما تمتلك الرياضات المائية شعبية وكذلك الغولف والتنس وركوب الدراجات ورياضات الأماكن المغلقة مثل الريشة وكرة اليد ومختلف أشكال الجمباز. هناك أيضاً مجموعة صغيرة من الأشخاص الذين يمارسون رياضات السيارات وحققوا بعض النجاح. أنجح سائق في سباق 24 ساعة لومان على الإطلاق هو توم كريستنسن حيث احتل المركز الأول في المسابقة ثمانية مرات. حصدت الدنمارك بطولة العالم عدة مرات في سباقات الدراجات النارية.

كارولين فوزنياكي.

من بين الرياضيين الدانماركيين البارزين في كرة القدم الأمريكية في دوري كرة القدم الأمريكية الهداف مورتن أندرسن. أيضاً بيورن دونكيربك بطل العالم في ركوب الأمواج؛ والبحارة يسبر بانك وبول إلفستروم الذي يعد أحد أربعة فقط حصدوا أربع ميداليات ذهبية فردية أولمبية متتالية. من بين راكبي الدراجات يذكر بيارني ريس الفائز ببطولة تور دو فرانس للدراجات 1996، ورولف سورينسن الذي فاز بـ 53 بطولة ويسبر سكيبي وبريان هولم وأول ريتر وهنريك ديرنيس ومايكل راسموسن. أما في سباقات الدراجات النارية فيعتد بالدراجين أول أولسن ونيكي بيدرسن وإريك جوندرسون؛ ومن لاعبي البدمينتون مورتن فروست وإرلاند كوبس وبيتر غادي وبول ايريك هوير لارسن وفليمنغ ديلفس وكاميلا مارتن ولين كوبن؛ اشتهر في تنس الطاولة مايكل ميز وفي كرة اليد انيا اندرسون ومن مشاهير البوكر جوس هانسن وبيتر إيستجيت ومن بين المتزلجين يولي ويندل لوندهولت. أما في كرة القدم فاشتهر الأخوان مايكل وبراين لاودروب وبريبن إلكيير لارسن الفائز بدوري الدرجة الأولى الإيطالي 1984-1985 مع نادي هيلاس فيرونا في بطولته الأولى والوحيدة، أيضاً ألان سيمونسن الحائز على الكرة الذهبية 1977 ويوني هانسن الفائز بدوري أبطال أوروبا عام 1975 و1974 و1976 مع نادي بايرن ميونيخ وبيتر شمايكل الفائز بالثلاثية عام 1999 مع مانشستر يونايتد. على صعيد سباقات المضمار يبرز ويلسون كيبكيتير الذي سجل رقم قياسياً في سباق 800 متر للرجال حتى 22 أغسطس 2010،  ولاعبة التنس كارولين فوزنياكي والتي تصدرت في 11 أكتوبر 2010 ترتيب الفردي في رابطة محترفات التنس. الدنمارك أيضاً منزل ومسقط رأس بطل العالم السابق للملاكمة للوزن المتوسط ميكيل كيسلر وتوماس بيورن لاعب الغولف الذي فاز بعدة بطولات دولية.
في عام 1992، فاز المنتخب الوطني لكرة القدم ببطولة كأس الأمم الأوروبية. أنهى المنتخب التصفيات في المركز الثاني في مجموعته خلف يوغوسلافيا حيث فشل في التأهل لنهائي البطولة. لكنهم كسبوا مقعدهم في البطولة في آخر لحظة عندما منعت الأندية اليوغوسلافية والمنتخب الوطني من جميع المسابقات الدولية والقارية بسبب الحروب اليوغوسلافية الجارية. فازت الدنمارك في المباراة النهائية على حامل لقب كأس العالم 1990 ألمانيا بهدفين مقابل لا شيء من توقيع جون ينسن وكيم فيلفورت.
تمارس أيضاً عدد من الألعاب الرياضية الصغيرة في الدنمارك. على سبيل المثال تشتهر بطولة كرة القدم الأسترالية الدنماركية بكونها أكبر بطولة من نوعها خارج العالم الناطق باللغة الإنجليزية. احتل المنتخب الوطني - الفايكنج الدنماركي - المركز الثاني في أول بطولة أوروبية في تلك المسابقة حيث خسروا المباراة النهائية أمام أيرلندا، استضافت الدنمارك البطولة بمشاركة السويد.

## الموسيقى
كانت الدنمرك منذ فترة طويلة مركزاً للإبداع الثقافي. كما تمتلك كوبنهاغن وجزرها العديدة مجموعة واسعة من التقاليد الشعبية. بينما تعد الأوركسترا الملكية الدنماركية من بين أقدمها في العالم. كان كارل نيلسن مع سمفونياته الشهيرة أول ملحن دنماركي يحصل على اعتراف دولي. بينما ساهمت صناعة التسجيلات الكبيرة في إنتاج نجوم البوب ومجموعة من الفنانين في الأصناف الموسيقية الأخرى. لكن عدداً قليلاً منهم نال الشهرة الدولية. لارس أولريك عضو فرقة ميتاليكا من الدنمارك، بالإضافة إلى د-ا-د وفولبيت وميرسيفول فيت وكينغ دياموند وغوديبال وويغفيلد ومايكل ليرنز تو روك وألفابيت وإنفيرنال وفرقة البوب أكوا من التسعينات وفرقتا الألتيرنتيف روك كشمير وميو. في السنوات الأخيرة، حقق رون آر كي أفضل مبيعات دنماركية خارج البلاد عبر آي تيونز  من خلال أغنية كالابريا.

## الإعلام
يهيمن على وسائل الإعلام الدنماركية عدد قليل من كبار الشركات. تتقاسم ج.ب/ بوليتيكنز هوس وبيرلنغسكه ميديا السيطرة على وسائل الإعلام المطبوعة من خلال أكبر الصحف بوليتيكن وبيرلنغسكه تيدندي ويولاندس بوستن والمجلات من أمثال بي تي وإكسترابلادت. أما في مجال التلفاز فتتمتع محطتا دي آر وتي في 2 بنسبة مشاهدة كبيرة. أما في مجال الإذاعة فإن دي آر تحتكرها حيث تبث حالياً على القنوات الأربع المتاحة على الصعيد الوطني على موجة اف ام لا ينافسها إلا المحطات المحلية. تتزايد نسبة الدنماركيين المتجهين للإنترنت بحثاً عن التسلية والأخبار، وهنا أيضاً تهيمن الصحف ومحطات التلفزيون.

## المطبخ

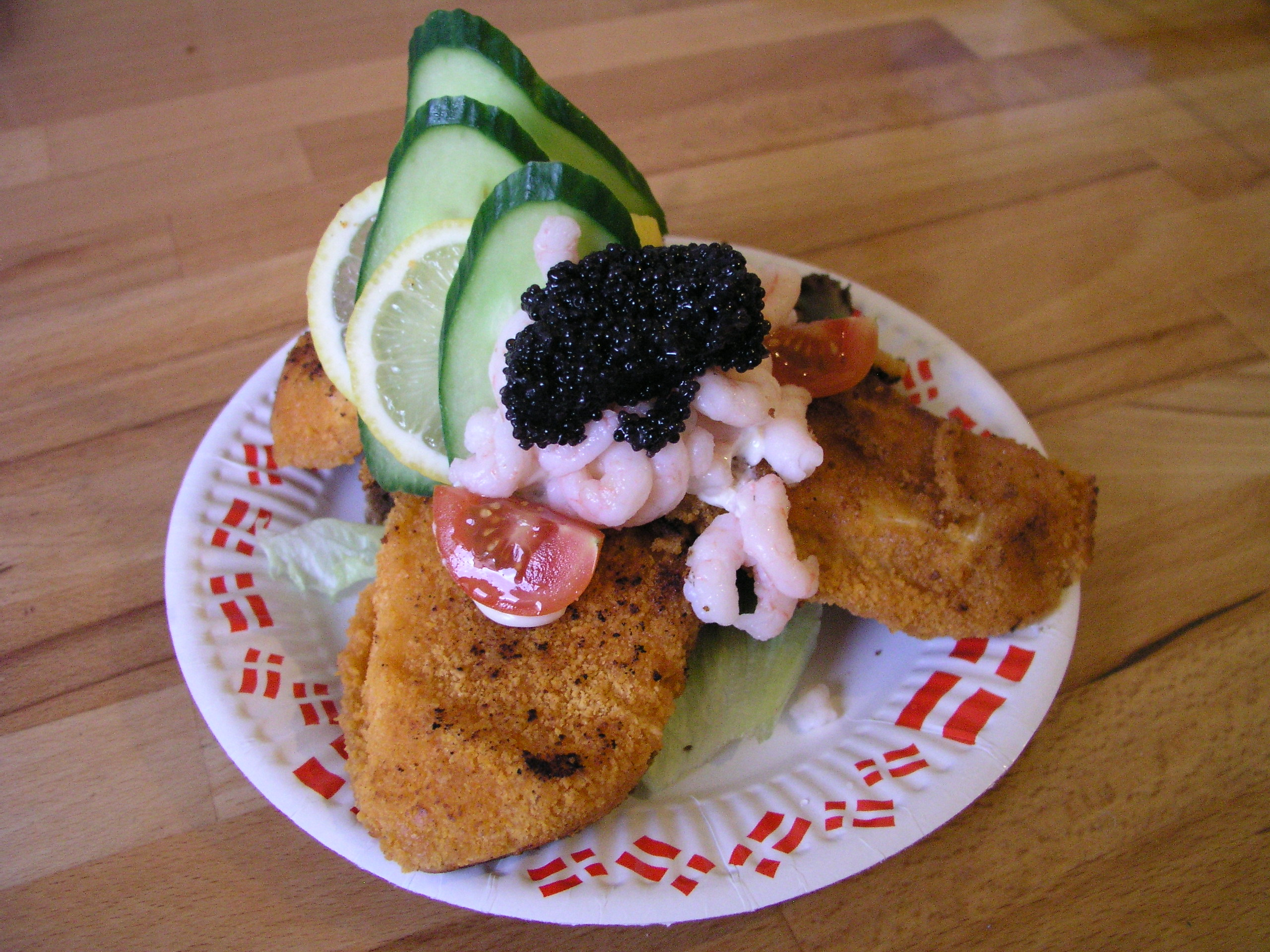
شطيرة دنماركية (سموربرود) على خبز الجاودار

المطبخ الدنماركي شأنه في ذلك شأن بلدان الشمال الأوروبي الأخرى وشمال ألمانيا، يتكون أساساً من اللحوم والأسماك. يعود هذا إلى الماضي الزراعي للبلاد، فضلا عن الجغرافيا والمناخ حيث الشتاء الطويل البارد.
يشمل الغذاء الدنماركي مجموعة متنوعة من شطائر خبز الجاودار (روغبرود) أو سموربرود والتي تقدم تقليدياً في وجبة الغداء أو الفروكوست. يشمل الفروكوست العادي 2-6 سموربرود جرى تحضيرها خلال الإفطار وتحفظ في علبة الغداء. أما الفاخر منه عادة ما يبدأ بالأسماك مثل الرنجة المملحة أو ثعبان البحر المدخن أو سمك موسى المقلي الساخن. ثم تأتي السندويشات اللحوم مثل لحم البقر المشوي مع صلصة الريمولاد الباردة والبصل المقلي أو لحم الخنزير المشوي مع الملفوف الأحمر أو الأنواط لحم العجل الساخنة وكرات اللحم الدنماركية أو بات الكبد مع لحم الخنزير المقدد والفطر.
من بين المأكولات الدنماركية التقليدية سول على غودهيم وتعني حرفياً «الشمس على بيت الرب» (غودهيم هي مدينة في بورنهولم تكثر فيها الرنجة حيث تصطاد وتدخن)، وتتألف من الرنجة المدخنة والثوم مع صفار البيض «الشمس» عليها. أو ديرليغينز من بات الكبد واللحم المقدد والبصل والكونسوميه الهلامية. وأخيراً يقدم مع الجبن البسكويت والمكسرات والفجل أو العنب. من المشروبات المفضلة مع الفروكوست بيرة اللاغر مع أقداح صغيرة من الأكوافيت.

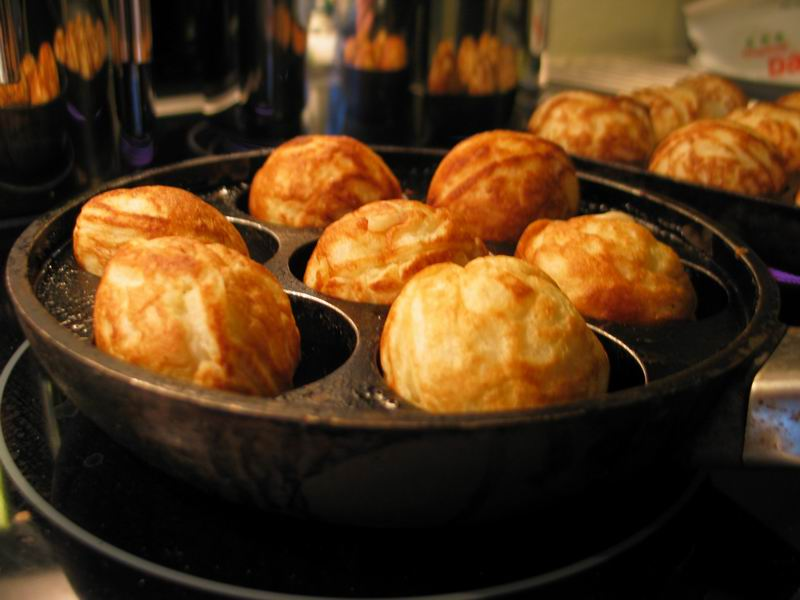
إبلسكيفر، ضرب من الحلويات الدنماركية.

يطلق على الوجبة الرئيسية ميدداغ وتقدم عادة في المساء. تتألف عادة من اللحوم (لحوم الخنزير أو لحم البقر أو لحم الضأن أو السمك) مع المرق ومصدر للنشاء (كربوهيدرات غير سكرية) مثل البطاطا المسلوقة أو الأرز أو المعكرونة، يضاف على ذلك أحياناً السلطة أو الملفوف. قد يعقب ذلك حلوى مثل المثلجات أو موس أو رودغرود. قد تكون مسبوقة بحساء أو عصيدة ساخنة.
من أطباق اللحوم الشعبية شريحة لحم الخنزير مع الجلد المقرمش (فريكاديلير) (لحم الخنزير المقلي وكرات لحم العجل)، وفطائر اللحم المقلية المصنوعة من لحم البقر المفروم، ولحم خاصرة البقر، و«مليون لحوم البقر» (لحم البقر المفروم في المرق)، وكاربونادر/ كريبينتر (لحم مفروم مخبوز ومقلي، عادة لحم الخنزير)، وغيرها من أطباق اللحوم المشوية. من بين أطباق اللحوم والنشويات السباغيتي ألا بولونيزي وغيرها.
تستهلك الأسماك عادة بشكل أكبر على الساحل الغربي من يولاند حيث يعتبر الصيد صناعة رئيسية. أطباق السمك المدخن (الرنجة الماكريل وثعبان البحر) من متاجر التدخين المحلية (روغيريير) ولا سيما في جزيرة بورنهولم تحظى بشعبية متزايدة.
في السنوات الأخيرة لعبت مطاعم كوبنهاغن مثل نوما وجيرانيوم وام آر دوراً هاماً في إعادة اختراع المطبخ الدنماركي والشمالي، مما يجعل من كوبنهاغن مركزاً لتذوق الطعام الشمالي.